# Strychnos gossweileri
Strychnos gossweileri är en tvåhjärtbladig växtart som beskrevs av Arthur Wallis Exell. Strychnos gossweileri ingår i släktet Strychnos och familjen Loganiaceae. Inga underarter finns listade i Catalogue of Life.